# Imposition foraine
Pour un article plus général, voir Traites.
En France, sous l'Ancien Régime, l'imposition foraine était un droit de traite, impôt royal perçu sur la circulation de marchandises entre les provinces du royaume de France qui payaient les aides et celles qui ne les payaient pas. Son tarif était de douze deniers par livre, c'est-à-dire un sou par livre, soit un taux de 1/20e ou 5 %.
Ce droit se nommait également traite domaniale.